# Acadèmia de Medicina i Cirurgia de Palma
L'Acadèmia de Medicina i Cirurgia de Palma va ser una institució fundada el 1830 per ordre de Ferran VII i inaugurada el 1831. Hom la considera successora de l'Acadèmia Mèdico-Pràctica de Mallorca. A conseqüència de no voler admetre-hi els professionals que eren exclusivament cirurgians, aquests fundaren el 1847 l'Acadèmia Quirúrgica Mallorquina, de curta durada. Al principi era un organisme competent en tot el que afectava l'exercici de la medicina i la cirurgia i en els assumptes de sanitat pública. Amb el règim constitucional sols s'encarrega de la formació dels seus integrants i d'assessorar les autoritats sobre la política sanitària pública. Disposava d'una junta directiva, elegida per dos anys renovables. Ha tengut continuïtat a través de la Reial Acadèmia de Medicina de les Illes Balears.